# Adolf Schauenstein
Adolf Schauenstein (* 4. Dezember 1827 in Graz; † 16. Oktober 1891 in Graz) war ein österreichischer Gerichtsmediziner.

## Leben
Adolf Schauenstein studierte an der Universität Graz. Er wurde dort 1851 zum Doktor der Medizin  promoviert. 1863 wurde Schauenstein außerordentlicher Professor für Staats- und gerichtliche Arzneikunde. Noch im selben Jahr erhielt er einen Ruf auf den neu errichteten Lehrstuhl für Gerichtliche Medizin an der Universität Graz. Neben Wien und Kiel gab es damit in Graz die dritte Lehrkanzel für gerichtliche Medizin im deutschsprachigen Raum. Schauenstein leitete das Institut bis 1892. Von 1868 bis 1869 und von 1886 bis 1887 war er Rektor der wieder errichteten Universität in Graz. Schauenstein erwarb sich besondere Verdienste um die forensische Toxikologie. Nach 1871 war er Vorsitzender des Landessanitätsrates in der Steiermark.
Der Gynäkologe Walther Schauenstein war sein Sohn, der Biochemiker Erwin Schauenstein sein Enkel und der Pathologe Konrad Schauenstein sein Urenkel. Adolf Schauenstein war Mitglied der Grazer akademischen Burschenschaft Arminia.

## Schriften (Auswahl)
- Lehrbuch der gerichtlichen Medizin, Mit besonderer Berücksichtigung der Gesetzgebung Österreichs und deren Vergleichung mit den Gesetzgebungen Deutschlands, Frankreichs, Englands, Italiens und Russlands. Für Ärzte und Juristen. Wien 1862.
- Handbuch der öffentlichen Gesundheitspflege in Österreich. Wien 1863.
- Spuren von Fusstritten und Werkzeugen; Schädigungen der Gesundheit und Tod in Folge psychischer Insulte; Vergiftungen mit Aconitum, Strychneen, Belladonna und anderen Giftpflanzen, Canthariden, Chloroform, Chloralhydrat; Später auftretende Leichenerscheinungen. In: Josef Maschka (Hrsg.): Handbuch der gerichtlichen Medizin. 4 Bände. Tübingen 1881–82.